# موتورهای منتل‌آباد
موتورهای منتل‌آباد یک منطقهٔ مسکونی در ایران است که در دهستان حور واقع شده‌است. موتورهای منتل‌آباد ۴۵ نفر جمعیت دارد.